# Бенеш-Мраз Be-252 Бета-Сколар
Бенеш-Мраз Be-252 Бета-Сколар је био акробатски и тренажни авион произведен у Чехословачкој непосредно пре Други светски рат . У поређењу са основним авионом Бенеш-Мраз Be-50 Бета-Минор, ова летелица је имала знатно појачану конструкцију за акробатику и снажнији радијални мотор уместо линијског Њалтер Минор 4 мотора са висећим цилиндрима. Био је то једини авион, заједно са варијантом Be-252C, компаније Бенеш-Мраз са радијалним мотором. Коришћен је Walter Scolar деветоцилиндрични ваздушно хлађени радијални мотор произведен од 1936. године. Авион је први пут полетео 1937 .

## Пројектовање и развој
Предузеће Бенеш-Мраз из   Хоцења су основали 1. априла 1935.  Павел Бенеш и Јарослав Мраз. Производило је велики број лаких авиона за спортске, акробатске и тренажне сврхе. Године 1937. пројектант инж. Павел Бенеш је пројектовао летелицу са  Walter Scolar деветоцилиндричним ваздушно хлађеним радијалним мотором снаге 118/132 кВ (160/180 КС). Ова варијанта је обећавала не само боље перформансе, већ и тиши рад и посебно могућност летења на леђима дуже време. Својим концептом суштински је одступио од до сада искључиво коришћених линијских мотора Њалтер Јуниор 4, Минор 4 и Мајор 4 . Дизајн авиона је заснован на авиону Бе-52 Бета Мајор. Авион је имао исти распон крила и површину. Труп му је био продужен за 45 cm (7,45 m)  и био  је тежи 60 kg (тежина празног авиона 610 kg), углавном због новог мотора. Међутим, нос авиона је морао да буде модификован због другачијег типа мотора.
Стајни трап је имао типичне „панталоне” и модернију облогу, сличану авиону Be-51 Бета Минор. Авион је полетео после неколико измена у априлу 1938. Током тестова,  мотора се показало, да авион ОК-БЕЗ при вертикалним заокретима, пада у ковит са малим шансама да се из тога извуче, што је било велико разочарење. После тестирања било је јасно да је немогуће коришћење моћног, радијалног мотора на оригиналном Be-52 Бета Мајор авиону са правоугаоним обликом трупа.
У зиму 1938. године, инж. Бенеш је разрадио конверзију равног трупа у елипсаст попречни пресек, што је резултирало новим авионом Бенеш-Мраз Be-252C Бета Сколар. За првобитни раван труп била су причвршћена додатна ребра са уздужним лајснама   преко којих је натегнуто платно. Пажња је посвећена и аеродинамичким прелазима између крила и трупа . Кабина је имала нови непрекидни застакљени, потпуно затворени поклопац. По свом изгледу, летелица је подсећала на борбени авион.

## Технички опис
Авион Бенеш-Мраз Бе-252 Бета-Сколар је био једномоторни, двоседи, нискокрилац, дрвене конструкције са фиксним стајним трапом и  радијалним ваздухом хлађеним мотором.
Труп авиона Be-252 је био правоугаоног попречног пресека, потпуно направљен од дрвета како носећа конструкција тако и оплата од шперплоче. Предњи део авиона (кљун у који је смештен мотор) је био обложен са алуминијумским лимом. Између мотора и прве кабине налазио се резервоар за гориво запремине 100 литара. Резервоар је противпожарним зидовима био одвојен од мотора и пилотске кабине. У трупу су се налазиле две кабине са основним инструментима смештених на табли испред пилота. Кабине су у трупу авиона смештене у тандем распореду (једна иза друге). За разлику од овога труп авиона Be-252C је био елипсастог попречног пресека обложен импрегнираним платном.
Авион је био опремљен ваздухом хлађени деветоцилиндрични радијални мотор Walter Scolar снаге 118/132 kW (160/180 KS). са двокраком дрвеном вучном елисом непроменљивог корака.
Крила авиона су била дрвене конструкције са две рамењаче, обложена дрвеном лепенком сем покретних делова који су имали конструкцију од дуралуминијума обложену дрвеном лепенком. Облик крила је био трапезаст са заобљеним крајем. крило је било управно на труп авиона.
Хоризонтални и вертикални стабилизатори су изведени као дрвене конструкције обложене дрвеном лепенком, док су конструкције покретних делова репа, кормила правца и висине били направљени као конструкције од дуралуминијума обложене платном.
Стајни трап је био класичан, неувлачећи у току лета, са две независне предње ноге са уљаним амортизерима и точковима са нископритисним гумама. Ноге стајног трапа су биле причвршћене испод крила и биле су обложене аеродинамичким облогама ("панталонама") код модела Be-252. Верзија Be-252C је била без "панталона". Трећи точак се налазио испод репа авиона.

## Верзије
- Be-252 - први прототип.
- Be-252C - други прототип. аеродинамички дотеран модел Be-252.

## Оперативно коришћење
Нови главни пилот компаније, Петр Широки, летио је на прототипу Be-252C (OK-IOA) само неколико дана пре немачке окупације почетком марта 1939. године. Обећавајући авион пао је у руке нациста, који су га однели у Луфтвафе центар за тестирање у Рехлину у северној Немачкој и тамо га неко време тестирали. Међутим, није се догодила никаква „невероватна“ каријера Be 252, Немци су вероватно установили да је то био чисто школски авион и да их дрвена конструкција није могла очарати. Авиону се у Рехлину губи сваки траг.

## Земље које су користиле авион
- Чехословачка
- Нацистичка Немачка